# ديف تايلور (سياسي)
ديف تايلور هو سياسي كندي، ولد في 20 سبتمبر 1953 في سارنيا في كندا. حزبياً، نشط في Alberta Party ‏. وقد انتخب عضو الجمعية التشريعية ألبرتا.